# Galmaarden

Galmaardens vapen.

Galmaardens läge inom provinsen Vlaams-Brabant.

Galmaarden är en kommun i provinsen Vlaams-Brabant i regionen Flandern i Belgien. Galmaarden hade 8 535 invånare den 1 januari 2013.